# Гранодиоритпорфирит
Гранодиоритпорфирит је кисела магматска стена, ашистни жични еквивалент гранодиорита. Настаје кристализацијом киселих магмимагма у разломима у Земљиној кори.
Минерали који изграђују гранодиоритпорфирит су:
- кварц,
- алкални фелдспат: ортоклас или микроклин,
- интермедијарни плагиоклас,
- бојени минерал: биотит, хорнбленда.

Структура гранодиоритпорфирита је порфироидна до порфирска, док је његова текстура масивна.